# Український архів-музей (Чикаго)

## Український Архів-Музей (Чикаго)
Український Архів-Музей (Чикаго) – це один із найбільших українських архівів-музеїв в США, заснований 1952 року.

## Історія заснування
Ідея створення українського архіву-музею в Чикаго давно витала у повітрі. Його історія починається з 1952 року.
Заснований архів-музей українською інтелігенцією, яка емігрувала після ІІ світової війни з України в США.
Зокрема Мирославом Сіменовичем, Юліаном Каменецьким, Орестом Городиським та Олексою Ганкевичем.
Президентами архіву-музею стали Мирослав Сіменович, Ілля Мула, Роман Верес, Емеліян Басюк, Юрій Грицеляк, Ярослав Ганкевич та від 2014 року – Лідія Ткачук.
У 1953 році було створено кураторію архіву-музею. Головою директорії музею було обрано Юліана Каменецького. Заступником голови – О. Кочан.
Бібліотекарем став О. Ганкевич, скарбником – М. Баран, писарем – О.Городиський.
Було організовано ініціативну групу і 18 вересня 1954 року відбулися перші загальні збори управи музею в домі Українського Народного Союзу, де було прийнято статус.
Спочатку всі експонати зберігалися у приватних квартирах, в гаражах, згодом у коморі пластової домівки.
Тому головним завданням було знайти нове відповідне приміщення під музей. Восени 1955 року був придбаний триповерховий будинок під музей.
Щорічно Український  архів-музей в Чикаго відвідують близько 6000 осіб. На сьогоднішній день це справжній оазис української національної культури.
Також, від 1955 року почав видаватися журнал «На слідах» при музеї.
З метою створення центру українського музейництва в Чикаго 26 жовтня 1958 року відбулося об’єднання з українським музеєм у місті Онтаріо.

## Експозиції
У фондах архіву-музею зібрано унікальну колекцію творів українського мистецтва, живопису, ікон, книжок, періодичних видань, архівних документів (паперів, листів, рукописів), артефектів, починаючи від козацької доби і закінчуючи новою.
Тут зберігається майже 100 тисяч одиниць пам’яток з історії та культури України.
Архів-музей став одним із важливих центрів із збереження, вивчення та популяризації української культури на міжнародному рівні.
Український національний музей в Чикаго отримав у подарунок колекцію українських предметів побуту, народних іграшок, вишиваних виробів від родини українців зі штату Мічиган (США).
На розміщених світлинах, серед іншого, – посуд і шкатулки з українськими орнаментами, дерев’яні писанки, керамічні іграшки, картини, вишивані речі.
В музеї є відкриті зали, працюють постійні та тимчасові виставки, які презентують декоративно-прикладне та народне мистецтва різних етнографічних регіонів України. Серед них найкращі зразки різьблення, художня обробка металу, вироби із шкіри, кераміка, вишивка, ткацтво, колекції писанок, музичні інструменти, експозиції козацької доби, періоду Першої світової війни, документальні виставки про Голодомор-геноцид українського народу, експозиції про історію українців в США та видатних українців Америки.
Також представлені церковно-ужиткові речі кінця XVIII-го початку XIX-го століть. Музейна бібліотека налічує понад 22 тисячі одиниць. Архів зберігає історію української еміграції.
Щорічно Український  архів-музей в Чикаго відвідують близько 6000 осіб. На сьогоднішній день це справжній оазис української національної культури.